# Gare de Saint-Louis-la-Chaussée
Gare de Saint-Louis-la-Chaussée vasútállomás Franciaországban, Saint-Louis településen.

## Vasútvonalak
Az állomást az alábbi vasútvonalak érintik:
- Strasbourg–Bázel-vasútvonal
- Waldighoffen–Saint-Louis-La Chaussée-vasútvonal

## Kapcsolódó állomások
A vasútállomáshoz az alábbi állomások vannak a legközelebb:
- Gare de Bartenheim (Gare de Mulhouse-Ville, A15 Mulhouse Saint-Louis Basle TER)
- Gare de Saint-Louis (Bahnhof Basel SNCF, A15 Mulhouse Saint-Louis Basle TER)